# Wilhelm Zwonarz
Wilhelm Zwonarz (ur. 26 maja 1883, zm. 1957) – podpułkownik piechoty Wojska Polskiego.

## Życiorys
Urodził się 26 maja 1883. Był synem Adalberta (Wojciecha, 1855–1902) i Weroniki (1861–1941) Zwonarzów, bratem Eugeniusza (1881–1945), Józefa (1899–1984, Sprawiedliwy wśród Narodów Świata), Rudolfa, Jolanty, Jadwigi, Matyldy. Z rodziną zamieszkiwał pod Stanisławowem, a po śmierci ojca, wraz z matką będącą pochodzenia węgierskiego i rodzeństwem zamieszkiwał czasowo w Budapeszcie.
Został żołnierzem cesarskiej i królewskiej armii. Jako wychowanek kadeckiej szkoły dla piechoty we Lwowie w sierpniu 1905 został mianowany kadetem zastępcą oficera przy 10 pułku piechoty Austro-Węgier. Służąc w tej jednostce ze stopnia kadeta zastępcy oficera w maju 1908 został mianowany podporucznikiem. Podczas I wojny światowej służył w szeregach armii austriackiej. 1 września 1915 roku został mianowany kapitanem. W 1918 roku jego oddziałem macierzystym był nadal c. i k. 10 pułk piechoty. Jesienią 1915 został wzięty do niewoli.
Po odzyskaniu przez Polskę niepodległości dowodził przybyłym w listopadzie 1918 z Nowego Sącza do Przemyśla batalionem zapasowym b. austriackiego 10 pułku piechoty i pod koniec tego miesiąca w stopniu kapitana był tymczasowym komendantem tzw. 10 pułku piechoty „Dzieci Przemyskich”. Dekretem Naczelnego Wodza Józefa Piłsudskiego z 27 grudnia 1918 jako były oficer armii austro-węgierskiej został przyjęty do Wojska Polskiego i rozkazem z 27 grudnia 1918 Szefa Sztabu Generalnego gen. dyw. Stanisława Szeptyckiego otrzymał przydział do Generalnego Okręgu Kraków. Został awansowany na stopień majora piechoty ze starszeństwem z dniem 1 czerwca 1919. 16 kwietnia 1919 przybył wraz z dowodzonym batalionem zapasowym do Łęczycy, gdzie wybrano garnizon dla 37 pułku piechoty (przemianowany 10 pułk piechoty). Brał udział w wojnie polsko-bolszewickiej. 
22 lipca 1922 roku został zatwierdzony na stanowisku dowódcy batalionu w 38 pułku piechoty Strzelców Lwowskich w Przemyślu. W 1923 był komendantem Kadry batalionu zapasowego 38 pułku piechoty Strzelców Lwowskich. Od 1924 był zastępcą dowódcy 38 pułku piechoty. 1 grudnia 1924 roku został awansowany na stopień podpułkownika ze starszeństwem z dniem 15 sierpnia 1924 roku w korpusie oficerów piechoty. 5 maja 1927 roku został zwolniony z zajmowanego stanowiska z równoczesnym przeniesieniem służbowym do Powiatowej Komendy Uzupełnień Stanisławów w celu odbycia praktyki poborowej. We wrześniu 1927 roku został przeniesiony do Powiatowej Komendy Uzupełnień Kołomyja I na stanowisko komendanta. W kwietniu 1928 roku został zwolniony z zajmowanego stanowiska i oddany do dyspozycji dowódcy Okręgu Korpusu Nr VI. Z dniem 31 października 1928 roku został przeniesiony w stan spoczynku. Osiadł w Płasiowie koło Stanisławowa. W 1934 jako podpułkownik stanu spoczynku był przydzielony do Oficerskiej Kadry Okręgowej Nr VI jako oficer przewidziany do użycia w czasie wojny i pozostawał wówczas w ewidencji Powiatowej Komendy Uzupełnień Stanisławów.
Podczas II wojny światowej pod koniec okupacji niemieckiej przeniósł się do rodziny swojego brata Józefa w Lesku. Był zaangażowany w działalność konspiracji, wymierzonej w Niemców. Po zakończeniu wojny zamieszkał w Żegiestowie. Zmarł w 1957.

## Ordery i odznaczenia
- Krzyż Walecznych

austro-węgierskie
- Krzyż Jubileuszowy Wojskowy
- Medal Pamiątkowy Bośniacko-Hercegowiński